# Uladzimir Žylka
Uladzimir Adamavič Žylka (bjeloruski: Уладзімір Адамавіч Жылка) (Makašy, Minska oblast, 27. svibnja 1900. – Uržum, Kirovska oblast, 1. ožujka 1933.) bio je bjeloruski pjesnik i prevoditelj. Najpoznatiji je po zbirci pjesama S njiva Zapadne Bjelorusije (bjeloruski: Z palëŭ Zahodnjaj Belarusi, 1927.) te kao prevoditelj djela Charlesa Baudelairea i Adama Mickiewicza. U svojim pjesmama zagovarao je visoke nacionalne ideale.

## Životopis
Uladzimir Žylka rođen je 27. svibnja 1900. godine u seljačkoj obitelji. Do 1926. godine kada se vraća u Bjelorusiju, živio je u izbjeglištvu u Zapadnoj Bjelorusiji (tada dio Poljske) te u Čehoslovačkoj. Godine 1930. uhićen je te osuđen na petogodišnje progonstvo u Uržumu gdje umire od tuberkuloze 1. ožujka 1933. godine. Rehabilitiran je 1960. godine. Tijekom života objavljivao je u Minsku, a od 1921. godine u zapadnobjeloruskim časopisima Belaruskija vedamasci (bjeloruski: Беларускія ведамасці), Naša dumka (bjeloruski: Наша думка) i Novae žyccë (bjeloruski: Новае жыццё).

## Vanjske poveznice
- Uladzimir Žylka Hrvatska enciklopedija